# Liste der Bodendenkmäler in Erkrath
Die Liste der Bodendenkmäler in Erkrath enthält die denkmalgeschützten unterirdischen baulichen Anlagen, Reste oberirdischer baulicher Anlagen, Zeugnisse tierischen und pflanzlichen Lebens und paläontologischen Reste auf dem Gebiet der Stadt Erkrath im Kreis Mettmann in Nordrhein-Westfalen (Stand: Januar 2012). Diese Bodendenkmäler sind in Teil B der Denkmalliste der Stadt Erkrath eingetragen; Grundlage für die Aufnahme ist das Denkmalschutzgesetz Nordrhein-Westfalen (DSchG NRW).

## Liste
| Bild           | Bezeichnung | Lage | Beschreibung | Bauzeit | Eingetragen seit | Denkmal- nummer |
| -------------- | --- | --- | --- | ------- | ---------------- | --------------- |
| weitere Bilder | Haus Morp | Erkrath Düsseldorfer Straße 16 | |         |                  | 104/88          |
| weitere Bilder | Hofanlage mit Wehrturm | Erkrath Gödinghover Weg 19 | |         |                  | 108/94          |
| weitere Bilder | Wasserburgwüstung Haus Bavier | Erkrath Bavierstraße | |         |                  | 107/96          |
| weitere Bilder | Fundort des Fossils Neandertal 1 in der ehemaligen Feldhofer Grotte sowie Feldhofer Kirche ME 013 (Höhle, unbefestigte Siedlung) | Hochdahl Mettmanner Straße | |         |                  | 102/86          |
| Kalkofen       | Kalkofen | Hochdahl Neandertal 30 Karte | siehe Baudenkmal 79/09 |         |                  | 105/92          |
| Hohlweg        | Hohlweg | Erkrath Rotthäuser Bachtal | |         |                  | 103/88          |
| weitere Bilder | Sandgrube Pimpelsberg | Erkrath Südlich an den Bahnhaltepunkt Erkrath Nord angrenzend | verbuschter Deponiehügel über der zumindest großteils verfüllten Grube. Ob die als paläontologisches Bodendenkmal eingetragenen Sandbänke im Nordteil der Grube noch zugänglich sind, ist fraglich. |         |                  | 106/95          |
| weitere Bilder | Motte Schlickum | Hochdahl Schlickumer Weg | Die Motte ist bebaut mit der Kapelle Schlickum (Baudenkmal 24/85) |         |                  | 101/85          |
| weitere Bilder | „Strata Coloniensis“, Hohlweg, Wegetrasse                                                                                        | Hochdahl Teil des Winkelsmühler Wegs (vom Wanderparkplatz "Winkelsmühle" zunächst in deren Richtung auf dem Weg mit der Serpentine, dann über eine anschließende gegenläufige Serpentine auf direktem Wege hinab zur Thunisbrücke (Baudenkmal 66/94). Das zweite Teilstück ist inzwischen überwuchert und nicht mehr gangbar.) | |         |                  | 109/01          |
| weitere Bilder | Bewässerungsgräben (Flößgräben) im Düsseltal                                                                                     | Hochdahl/Mettmann Düsselauen südwestl. Gut Holz (Mettmann, Diepensiepen 7/9) Karte | |         |                  | 110/10          |